# Star Wars: Galactic Battlegrounds: Clone Campaigns
Star Wars: Galactic Battlegrounds: Clone Campaigns — компьютерная игра в жанре RTS, разработанная компанией Ensemble Studios и изданная LucasArts Entertainment. Игра является дополнением к игре Star Wars: Galactic Battlegrounds. В озвучивании игры приняли участие Кристофер Ли (граф Дуку) и Сэмюэл Л.Джексон (Мейс Винду).

## Сюжет
В игру добавлены 2 новые игровые фракции:
- Конфедерация независимых систем
- Галактическая Республика

Сюжет дополнения основан на событиях войн клонов, начало которых показано во II эпизоде фильма. Действие происходит в первые месяцы после сражения на Геонозисе. События кампании за Конфедерацию охватывают отступление с Геонозиса, восстановление ресурсов, захват разрабатываемого Республикой секретного оружия и атаку на планету Сарапин, обеспечивающую энергией Корусант. Кампания за Республику также начинается с битвы на Геонозисе, однако действие последующих миссий относится к периоду после окончания кампании за Конфедерацию. В роли джедая Эчуу Шен-Джона игрок должен вернуть Республике контроль над Сарапином и, преследуя войска Конфедерации, остановить производство новых вооружений и отомстить генералу конфедерации Сев’ранс Танн за смерть ученика.
Действие бонусной миссии в кампании за Республику происходит после Битвы за Эндор: Люк Скайуокер и другие герои оригинальной трилогии захватывают императорский дворец на Корусанте.

## Отзывы
| Сводный рейтинг | Сводный рейтинг |
| Агрегатор       | Оценка          |
| --------------- | --------------- |
| GameRankings    | 73,78 %         |

Дополнение получило оценки прессы от положительных до средних. Средняя оценка по данным GameRankings составила 73,78 %, по данным Metacritic — 71 из 100.
Российский портал Absolute Games поставил игре 45 %. Обозреватели отметили малое количество изменений, слабую графику. Вердикт: «Такие аддоны, как StarCraft: Brood War и Tiberian Sun: FireStorm, „отрабатывали“ затраченные на их покупку средства с гораздо более высоким КПД, нежели Clone Campaigns. Впрочем, всё равно приятно, что разработчики не бросились слепо перетягивать в игру события, виденные нами на целлулоиде, а выпустили из клетки разума птицу по имени „фантазия“. Пусть даже с отдавленными лапами, разбитым клювом и перебитым крылом».